# Leader nei sack in carriera nella National Football League
La seguente è la lista dei giocatori della National Football League che hanno messo a segno almeno 100 sack in carriera nel corso della stagione regolare. La NFL ha iniziato a tenere ufficialmente conto dei sack solamente dalla stagione 1982. I giocatori che hanno messo a segno dei sack prima di quella data non sono inclusi in questa lista.
La lista è aggiornata al termine della stagione 2023 ed i giocatori in grassetto sono ancora in attività.

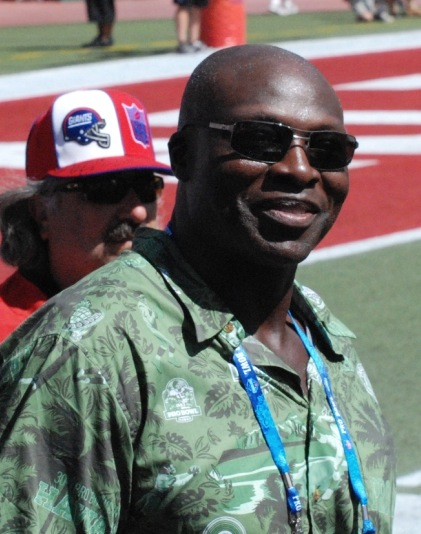
Bruce Smith è il leader di tutti i tempi per sack in carriera.

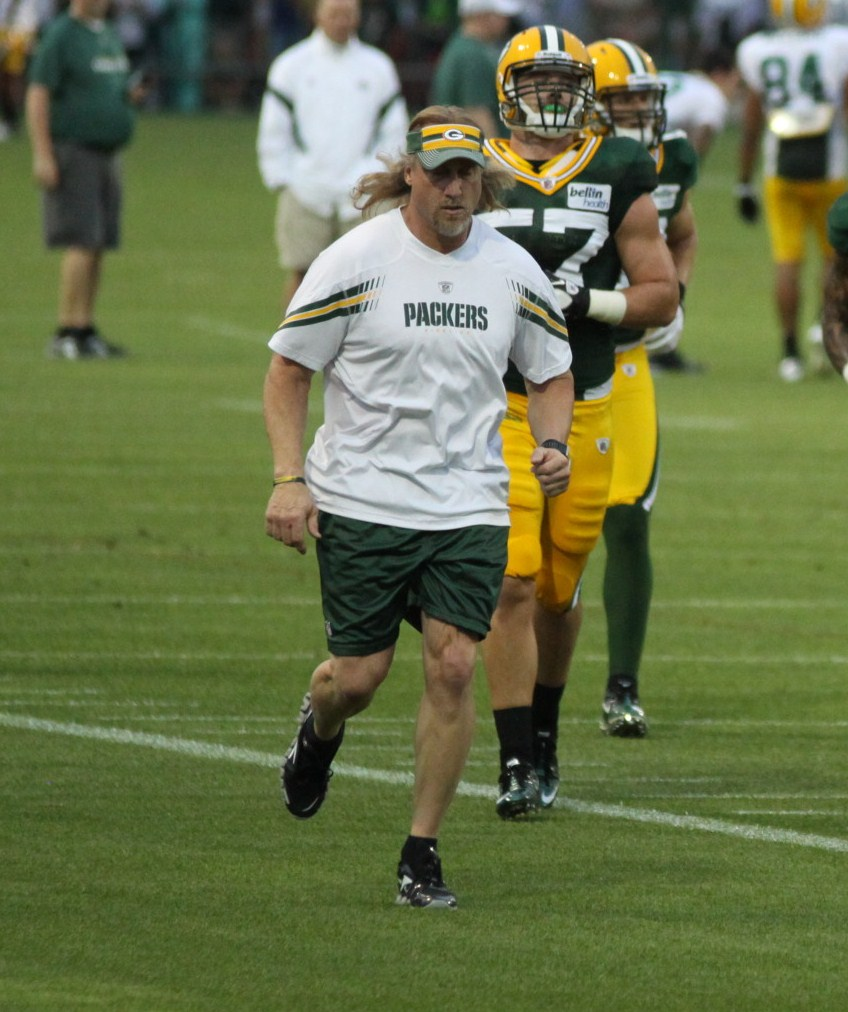
Kevin Greene al terzo posto di tutti i tempi.

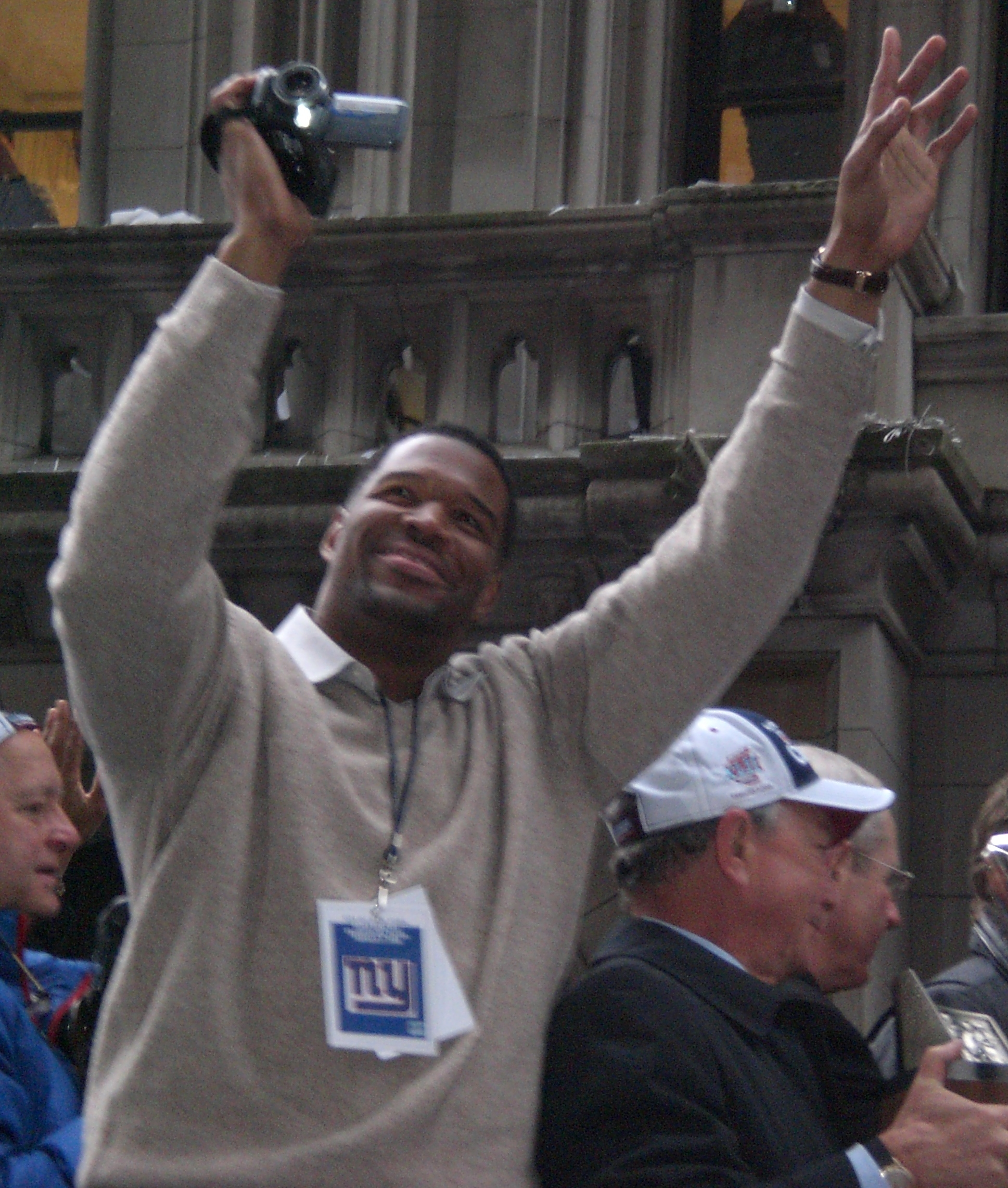
Michael Strahan al sesto posto.

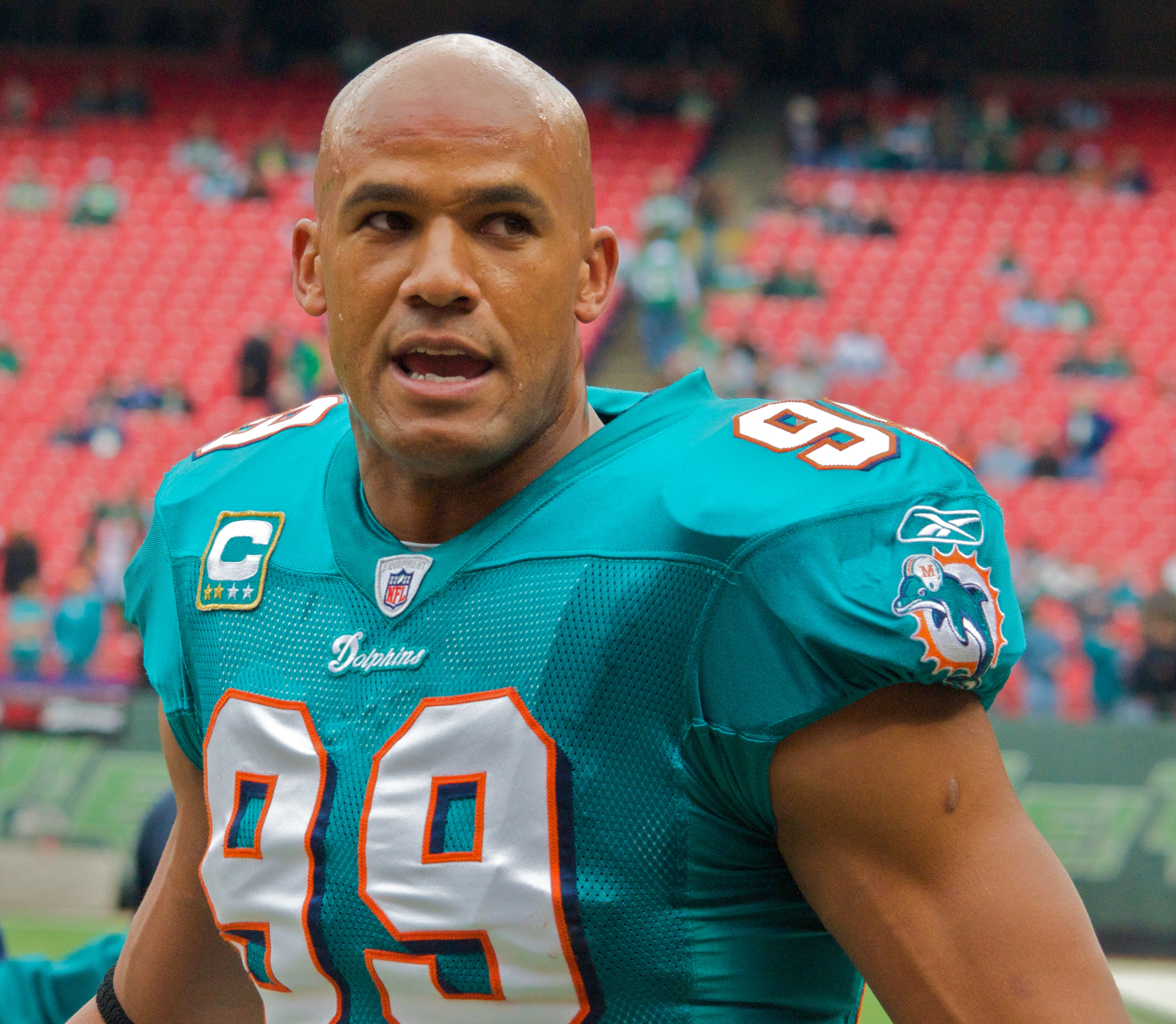
Jason Taylor al settimo posto.

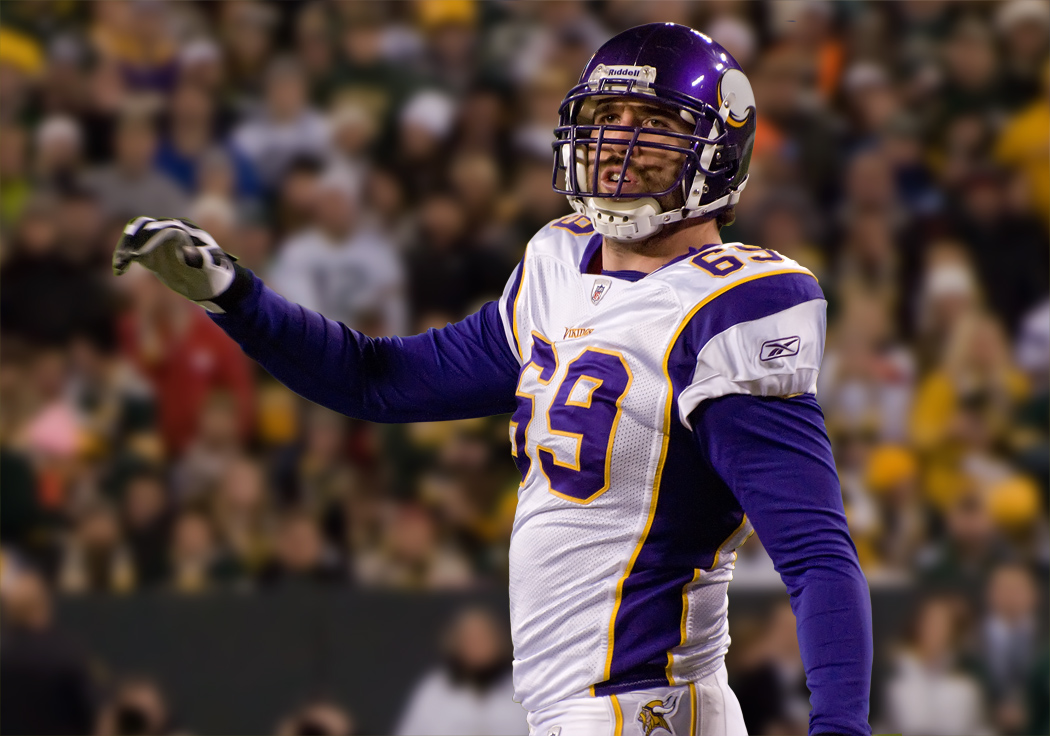
Jared Allen al dodicesimo posto.

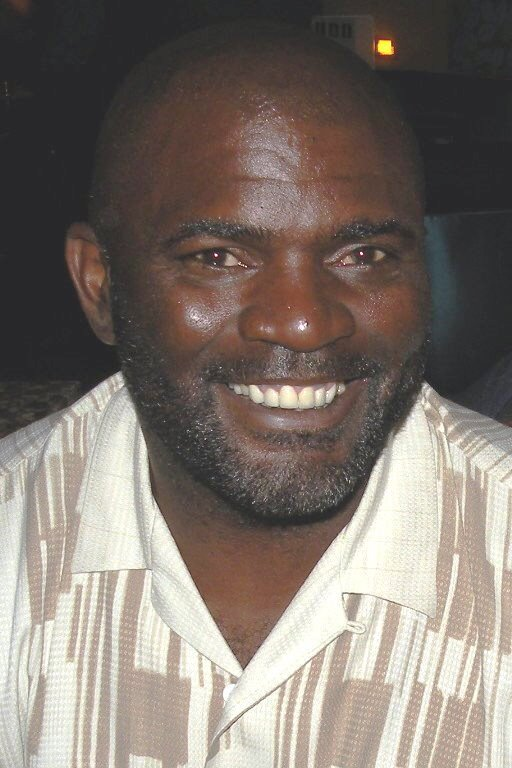
Lawrence Taylor al quattordicesimo posto

     = Hall of Famer (14 giocatori)
| Pos. | Ruolo  | Giocatore       | Squadre | Sack  | Anno di introduzione nella Pro Football Hall of Fame | Note   |
| ---- | ------ | --------------- | --- | ----- | ---------------------------------------------------- | ------ |
| 1    | DE     | Bruce Smith     | Buffalo Bills (1985–1999) Washington Redskins (2000–2003)                                                                                                  | 200,0 | 2009                                                 | [ 3 ]  |
| 2    | DE     | Reggie White    | Philadelphia Eagles (1985–1992) Green Bay Packers (1993–1998) Carolina Panthers (2000)                                                                     | 198,0 | 2006                                                 | [ 4 ]  |
| 3    | LB     | Kevin Greene    | Los Angeles Rams (1985–1992) Pittsburgh Steelers (1993–1995) Carolina Panthers (1996, 1998–1999) San Francisco 49ers (1997)                                | 160,0 | 2016                                                 | [ 5 ]  |
| 4    | DE/OLB | Julius Peppers  | Carolina Panthers (2002–2009, 2017–2018) Chicago Bears (2010–2013) Green Bay Packers (2014–2016)                                                           | 159,5 | —                                                    | [ 6 ]  |
| 5    | DE     | Chris Doleman   | Minnesota Vikings (1985–1993, 1999) Atlanta Falcons (1994–1995) San Francisco 49ers (1996–1998)                                                            | 150,5 | 2012                                                 | [ 7 ]  |
| 6    | DE     | Michael Strahan | New York Giants (1993–2007) | 141,5 | 2014                                                 | [ 8 ]  |
| 7    | DE     | Jason Taylor    | Miami Dolphins (1997–2007, 2009, 2011) Washington Redskins (2008) New York Jets (2010)                                                                     | 139,5 | 2017                                                 | [ 9 ]  |
| 8    | OLB/DE | Terrell Suggs   | Baltimore Ravens (2003–2018) Arizona Cardinals (2019) Kansas City Chiefs (2019)                                                                            | 139,0 | Non eleggibile                                       | [ 10 ] |
| 9    | OLB/DE | DeMarcus Ware   | Dallas Cowboys (2005–2013) Denver Broncos (2014–2016) | 138,5 | 2023                                                 | [ 11 ] |
| 10   | DT     | John Randle     | Minnesota Vikings (1990–2000) Seattle Seahawks (2001–2003)                                                                                                 | 137,5 | 2010                                                 | [ 12 ] |
| 10   | DE     | Richard Dent    | Chicago Bears (1983–1993, 1995) San Francisco 49ers (1994) Indianapolis Colts (1996) Philadelphia Eagles (1997)                                            | 137,5 | 2011                                                 |        |
| 12   | DE     | Jared Allen     | Kansas City Chiefs (2004–2007) Minnesota Vikings (2008–2013) Chicago Bears (2014–2015) Carolina Panthers (2015)                                            | 136,0 | —                                                    |        |
| 13   | DE/OLB | John Abraham    | New York Jets (2000–2005) Atlanta Falcons (2006–2012) Arizona Cardinals (2013–2014)                                                                        | 133,5 | —                                                    |        |
| 14   | DE     | Leslie O'Neal   | San Diego Chargers (1986–1995) St. Louis Rams (1996–1997) Kansas City Chiefs (1998–1999)                                                                   | 132,5 | —                                                    |        |
| 14   | LB     | Lawrence Taylor | New York Giants (1981–1993) | 132,5 | 1999                                                 |        |
| 16   | LB     | Rickey Jackson  | New Orleans Saints (1981–1993) San Francisco 49ers (1994–1995)                                                                                             | 128,0 | 2010                                                 |        |
| 17   | LB     | Derrick Thomas  | Kansas City Chiefs (1989–1999) | 126,5 | 2009                                                 |        |
| 18   | OLB    | Dwight Freeney  | Indianapolis Colts (2002–2012) San Diego Chargers (2013–2014) Arizona Cardinals (2015) Atlanta Falcons (2016) Seattle Seahawks (2017) Detroit Lions (2017) | 125,5 | —                                                    |        |
| 19   | OLB    | Von Miller      | Denver Broncos (2011–2019) Los Angeles Rams (2021) Buffalo Bills (2022-presente)                                                                           | 123,5 | non eleggibile                                       | [ 13 ] |
| 20   | OLB    | Robert Mathis   | Indianapolis Colts (2003–2016) | 123,0 | —                                                    |        |
| 21   | DE     | Simeon Rice     | Arizona Cardinals (1996–2000) Tampa Bay Buccaneers (2001–2006) Denver Broncos (2007) Indianapolis Colts (2007)                                             | 122,0 | —                                                    |        |
| 22   | DE     | Clyde Simmons   | Philadelphia Eagles (1986–1993) Arizona Cardinals (1994–1995) Jacksonville Jaguars (1996–1997) Cincinnati Bengals (1998) Chicago Bears (1999–2000)         | 121,5 | —                                                    |        |
| 23   | DE     | Cameron Jordan  | New Orleans Saints (2011–presente) | 117,5 | Non eleggibile                                       | [ 14 ] |
| 24   | DE     | J.J. Watt       | Houston Texans (2011–2020) Arizona Cardinals (2021–2022)                                                                                                   | 114,5 | Non eleggibile                                       | [ 15 ] |
| 25   | DE     | Sean Jones      | L.A. Raiders (1984–1987) Houston Oilers (1988–1993) Green Bay Packers (1994–1996)                                                                          | 113,0 | —                                                    |        |
| 26   | OLB    | Justin Houston  | Kansas City Chiefs (2011-2018) Indianapolis Colts (2019-2020) Baltimore Ravens (2021-2022) Carolina Panthers (2023-presente)                               | 112,0 | Non eleggibile                                       | [ 16 ] |
| 26   | DE     | Chandler Jones  | New England Patriots (2012-2015) Arizona Cardinals (2016-2021) Las Vegas Raiders (2022)                                                                    | 112,0 | Non eleggibile                                       | [ 17 ] |
| 28   | DT     | Aaron Donald    | Los Angeles Rams (2014-presente) | 111,0 | Non eleggibile                                       | [ 18 ] |
| 29   | DE     | Greg Townsend   | L.A. Raiders (1983–1993) Philadelphia Eagles (1994) Oakland Raiders (1997)                                                                                 | 109,5 | —                                                    |        |
| 30   | LB     | Pat Swilling    | New Orleans Saints (1986–1992) Detroit Lions (1993–1994) Oakland Raiders (1995–1998)                                                                       | 107,5 | —                                                    |        |
| 31   | DE     | Trace Armstrong | Chicago Bears (1989–1994) Miami Dolphins (1995–2000) Oakland Raiders (2001–2003)                                                                           | 106,5 | —                                                    |        |
| 32   | DE     | Calais Campbell | Arizona Cardinals (2008-2016) Jacksonville Jaguars (2017-2019) Baltimore Ravens (2020-2022) Atlanta Falcons (2023-presente)                                | 105,5 | Non eleggibile                                       | [ 19 ] |
| 32   | DE     | Elvis Dumervil  | Denver Broncos (2006–2012) Baltimore Ravens (2013–2016) San Francisco 49ers (2017)                                                                         | 105,5 | —                                                    |        |
| 34   | DE     | Neil Smith      | Kansas City Chiefs (1987–1996) Denver Broncos (1997–1999) San Diego Chargers (2000)                                                                        | 104,5 | —                                                    |        |
| 34   | DE     | Kevin Carter    | St. Louis Rams (1995–2000) Tennessee Titans (2001–2004) Miami Dolphins (2005–2006) Tampa Bay Buccaneers (2007–2008)                                        | 104,5 | —                                                    |        |
| 36   | DE     | Jim Jeffcoat    | Dallas Cowboys (1983–1994) Buffalo Bills (1995–1997) | 102,5 | —                                                    |        |
| 37   | DE     | Robert Quinn    | Los Angeles Rams (2011–2017) Miami Dolphins (2018) Dallas Cowboys (2019) Chicago Bears (2020-2022) Philadelphia Eagles (2022)                              | 102,0 | Non eleggibile                                       | [ 20 ] |
| 38   | OLB    | Khalil Mack     | Oakland Raiders (2014-2017) Chicago Bears (2018-2021) Los Angeles Rams (2022-presente)                                                                     | 101,5 | Non eleggibile                                       | [ 21 ] |
| 39   | LB/DE  | Charles Haley   | San Francisco 49ers (1986–1991, 1998–1999) Dallas Cowboys (1992–1996)                                                                                      | 100,5 | 2015                                                 |        |
| 39   | DE     | William Fuller  | Houston Oilers (1986–1993) Philadelphia Eagles (1994–1996) San Diego Chargers (1997–1998)                                                                  | 100,5 | —                                                    |        |
| 39   | DE/OLB | Cameron Wake    | Miami Dolphins (2009–2018) Tennessee Titans (2019) | 100,5 | Non eleggibile                                       |        |
| 42   | DE     | Carlos Dunlap   | Cincinnati Bengals (2010-2020) Seattle Seahawks (2020-2021) Kansas City Chiefs (2022)                                                                      | 100,0 | Non eleggibile                                       | [ 22 ] |
| 42   | LB     | Andre Tippett   | New England Patriots (1982–1993) | 100,0 | 2009                                                 | [ 23 ] |